# Classe Joffre
A Classe Joffre foi uma classe de porta-aviões planejada pela Marinha Nacional Francesa que teria sido composta pelo Joffre e Painlevé. Havia pouco suporte para a aviação naval dentro da Marinha Nacional nas décadas de 1920 e 1930, especialmente depois do controle das aeronaves ter sido perdido para o novo Ministério do Ar em 1928. Esse controle foi reconquistado em 1936, época em que a Alemanha estava construindo navios corsários, com porta-aviões sendo considerados úteis para caça-los. A construção do Joffre começou em 1938, porém seu andamento foi lento pelo início da Segunda Guerra Mundial em 1939 e ele acabou cancelado depois da derrota da França em junho de 1940.
Os dois porta-aviões da Classe Joffre, como originalmente projetados, poderiam carregar até quarenta aeronaves. Teriam um comprimento de fora a fora de 236 metros, boca de 24 metros, calado de seis metros e um deslocamento carregado de vinte mil toneladas. Seus sistemas de propulsão seriam compostos por oito caldeiras a óleo combustível que alimentariam dois conjuntos de turbinas a vapor, que por sua vez girariam duas hélices até uma velocidade máxima de 33 nós (62 quilômetros por hora). Seriam armados com uma bateria antiaérea formada várias armas de 130, 37 e 13 milímetros. Os navios também teriam um pequeno cinturão de blindagem com 105 milímetros de espessura.

## Antecedentes
A Marinha Nacional Francesa encomendou em 1922 a conversão do incompleto couraçado Béarn da Classe Normandie em um porta-aviões com o objetivo de ganhar experiência em aviação naval. O Estado-Maior Geral Naval pediu no ano seguinte por outro porta-aviões similar, mas isto foi rejeitado por ser muito custoso. Planos foram elaborados para uma embarcação de transporte de aeronaves menor e esta se tornou o porta-hidroaviões Commandant Teste.
O Ministério do Ar foi formado em 1928 e tirou da Marinha Nacional o controle da aviação naval, pois o novo ministério centralizou todos os aspectos da aviação militar, incluindo desenvolvimento, treino, bases e aviões costeiros. A Marinha Nacional controlava apenas as aeronaves a bordo de seus navios, assim o desenvolvimento da aviação naval estagnou e foi de forma geral ignorado pelo ministério. Nenhum porta-aviões novo foi desenvolvido entre 1928 e 1932. A Marinha Nacional gradualmente entre 1931 e 1934 conseguiu reduzir o controle do Ministério do Ar até reconquistar seu antigo controle em agosto de 1934. Nesta altura ela tinha iniciado um programa de construção de couraçados de 29 a 32 nós (54 a 59 quilômetros por hora) para fazer frente a possíveis corsários alemães no Oceano Atlântico, já que o Béarn com seus 21 nós (39 quilômetros por hora) era muito lento para ajudar. A Marinha Nacional acreditava que operações de porta-aviões dentro do alcance de aviões inimigos decolados de terra não era viável dado o tamanho limitado dos grupos aéreos, mas que proteção comercial era uma missão ideal para navios do tipo. Estudos de projeto para um porta-aviões capaz de operar com as novas embarcações começaram em 1934, mas dois navios só foram encomendados em 1937, possivelmente em resposta ao início da construção no ano anterior do alemão Graf Zeppelin.

## Projeto

### Características
Os dois porta-aviões da Classe Joffre teriam 228 metros de comprimento entre perpendiculares e 236 metros de comprimento de fora a fora. Teriam uma boca de 24,6 metros na linha de flutuação e 34,5 metros no convés de voo. O deslocamento padrão seria de aproximadamente dezoito mil toneladas, enquanto o deslocamento carregado chegaria vinte mil toneladas, o que lhe dariam um calado de 6,6 metros. Suas tripulações seriam compostas por setenta oficias e 1 180 marinheiros.
A Marinha Nacional baseou o maquinário de propulsão da Classe Joffre naquele que seria usado nos cruzadores rápidos da Classe De Grasse, porém com o número de caldeiras de tubos d'água Indret aumentado de quatro para oito. As embarcações seriam equipadas com duas turbinas a vapor Parsons, cada uma girando uma hélice. As caldeiras funcionariam a uma pressão de 35 quilogramas-força por centímetro quadrado (3 423 quilopascais) e temperatura de 385 graus Celsius. As turbinas teriam uma potência indicada de 121,7 mil cavalos-vapor (89,5 mil quilowatts) para uma velocidade máxima de 33,5 nós (62 quilômetros por hora). Os navios teriam seus maquinários em um sistema de unidade, em que cada sala de caldeiras forneceria o vapor para a sala de máquinas diretamente à sua ré, assim um único acerto inimigo não iria imobilizar as embarcações. A exaustão das caldeiras seria canalizada para uma única chaminé que seria integrada à superestrutura de ilha, que por sua ficaria a estibordo do convés de voo. Os porta-aviões poderiam carregar óleo combustível suficiente para uma autonomia de sete mil milhas náuticas (treze mil quilômetros) a uma velocidade de vinte nós (37 quilômetros por hora).
O cinturão de blindagem cobriria 120 metros dos cascos, desde os depósitos de munição de vante até os tanques de gasolina de aviação de ré. Teria 105 milímetros de espessura e 3,7 metros de altura, com 1,45 metro abaixo da linha de flutuação. Anteparas transversais de setenta milímetros fechariam as extremidades. O convés blindado teria setenta milímetros sobre os depósitos de munição e tanques de gasolina e trinta milímetros sobre as salas de máquinas. Um cinturão antitorpedo de 6,6 metros de profundidade e espessura entre 35 e 55 milímetros ficaria ao lado das salas de máquinas, mas se afinaria para 26 milímetros na região dos depósitos de munição. O compartimento de direção seria protegido por placas de 26 milímetros. As torres de artilharia, diretórios de controle de disparo, guindastes de munição e salas superiores da bateria principal teriam uma blindagem de vinte milímetros. Os tanques de gasolina de aviação seriam cercados por compartimentos vazios com isolamento antifogo ou por cases inertes de todos os lados.

### Convés e hangares
O convés de voo teria 201 metros de comprimento e ficaria ligeiramente desalinhado da linha central dos navios. Isto ajudaria a compensar o peso da grande superestrutura de ilha, o que também permitiria que o convés de voo tivesse uma largura contínua de 27 metros. O convés em si teria uma espessura de dezesseis milímetros. Um guindaste de aeronaves seria instalado próximo da popa, abaixo do convés de voo, para içar hidroaviões a bordo. Poderia carregar até 270 mil litros de combustível de aviação.
O projeto foi otimizado para permitir que aeronaves pudessem decolar e pousar tanto pela popa quanto pela proa, assim danos ao convés de voo não necessariamente impediriam as operações. O equipamento de retenção ficaria à meia-nau ao lado da superestrutura de ilha e seria composto por nove cabos. Essa posição minimizaria a arfagem das embarcações em alto mar, porém seria a área de maior turbulência aérea gerada pela superestrutura. Sinais de pouso dobráveis ficariam posicionados na linha central do convés de voo em meio aos cabos de retenção. Não haveria barricadas no convés de voo, o que impediria a prática de manter aeronaves no convés durante operações de pouso.
Dois elevadores hidráulicos transfeririam os aviões entre o convés de voo e o hangar superior, ficando posicionados nas extremidades do convés e assim permitindo que as aeronaves taxiassem para frente até os elevadores e rapidamente liberassem o convés de voo. Ambos os elevadores seriam configurados para que os aviões os usassem com suas asas abertas, eliminando a necessidade de dobrá-las, algo que tinha retardado as operações de voo no Béarn. O elevador de vante teria um formato parecido com um "T" e teria treze metros de comprimento por dezessete de largura. Um poço de elevador grande tão próximo da proa enfraqueceria a estrutura dos navios, assim os projetistas minimizaram o tamanho do poço no convés do hangar ao fazerem com que apenas os seis metros centrais ficassem nesse hangar, com as outras áreas do elevador ficando em cima do convés, o que por sua vez necessitaria de uma pequena rampa para subir e descer aeronaves do elevador. O elevador de ré ficaria fora do hangar e apenas sua extremidade de vante chegaria ao convés de voo. Ele mediria 12,5 por seis metros, mas sua posição permitiria lidar com quaisquer aviões independentemente do tamanho.
Os dois porta-aviões teriam dois hangares. O superior teria 258,5 metros de comprimento por 20,8 metros de largura com uma altura de 4,8 metros. Um espaço de vinte metros de comprimento abaixo do convés de voo e entre o hangar superior e o elevador de ré permitiria que os aviões esquentassem seus motores antes de subirem para o convés. Uma única cortina corta-fogo dividiria o hangar superior, que seria o único usado para operações de aeronaves já que o hangar inferior seria dedicado para oficinas, montagem de aeronaves e instalações de armazenamento. O hangar inferior de ré teria 79 metros de comprimento por 14,9 metros de largura e uma altura de 4,4 metros. Um elevador de treze por sete metros localizado na extremidade de vante desse hangar permitiria que os aviões fossem transferidos entre hangares. Este elevador ficaria descentralizado para estibordo com o objetivo de dar espaço para uma passagem ao anexo do convés inferior que mediria 42 por 6,6 metros. Este anexo provavelmente seria usado para peças sobressalentes, sendo descentralizado para bombordo a fim de dar espaço para as tubulações da chaminé e dutos de ventilação das salas de máquinas e caldeiras de vante.
A Força Marítima de Aeronáutica Naval, a partir de experiências com o Béarn e exercícios com o Ramo Aéreo da Frota britânica na década de 1930, acreditava que operações aéreas seriam contínuas, com um pequeno número de aviões decolando ou pousando. Isto exigiria um avião multiuso capaz de alterar entre missões de acordo com a situação. A Classe Joffre teria grupo aéreo de quarenta aeronaves, quinze caças monomotores e 25 bimotores capazes de missões de reconhecimento de longa distância, ataques de bombas e torpedos. A Marinha Nacional encomendou em 1939 120 caças Dewoitine D.790, uma variante naval do Dewoitine D.520, porém nenhuma aeronave foi produzida antes da derrota da França em 1940 na Segunda Guerra Mundial. Também foram encomendados dois protótipos do SNCAO CAO.600 e dois do Dewoitine D.750. Ainda em 1939, a Aeronáutica Naval atualizou suas especificações para um avião mais rápido e selecionou o Bréguet 810, uma versão naval do Bréguet 693, mas este também nunca foi finalizado.

### Armamento
O armamento principal seria de oito canhões de duplo propósito Modelo 1932 calibre 45 de 130 milímetros em quatro torres de artilharia duplas, duas sobrepostas à vante da superestrutura de ilha e duas sobrepostas à ré. Disparariam projéteis perfurantes de 32,11 quilogramas a uma velocidade de saída de oitocentos metros por segundo, tendo um alcance de 20,9 quilômetros a uma elevação de 45 graus. A elevação máxima seria de 75 graus e a cadência de tiro seria de aproximadamente dez disparos por minuto.
A defesa antiaérea seria de oito canhões Modelo 1935 de 37 milímetros em quatro montagens duplas ACAD na ilha e 28 metralhadoras Hotchkiss Modelo 1929 de 13,2 milímetros em sete montagens quádruplas. Duas destas ficariam no castelo de proa, duas na popa, duas na ilha e uma à bombordo e abaixo do convés de voo. As armas Modelo 1935 seriam automáticas com uma cadência de tiro teórica de 165 disparos por minuto. Disparariam projéteis de 831 gramas a uma velocidade de saída de 825 metros por segundo para um alcance de oito quilômetros. As montagens poderiam abaixar até dez graus negativos e elevar até 85 graus. O alcance efetivo das metralhadoras era de 2,5 quilômetros.
Os canhões Modelo 1932 seriam controlados por dois diretórios sobrepostos instalados no topo de uma pequena torre no teto da superestrutura de ilha. O diretório superior teria um telêmetro de cinco metros para defesa antiaérea e o inferior teria um telêmetro de seis metros para alvos de superfície. Cada uma das torres de artilharia de cima teriam um telêmetro giratório de cinco metros como reserva para os diretórios. Cada montagem de armas Modelo 1935 seriam controladas remotamente por diretório com um telêmetro de dois metros. Os dois diretórios de vante ficariam sobrepostos no teto da ilha e os dois de ré ficariam lado a lado à ré da torre dos diretórios principais.

## Navios
O batimento de quilha do Joffre ocorreu em novembro de 1938. O início da Segunda Guerra Mundial menos de um ano depois no início de setembro de 1939 reduziu o ritmo da construção porque recursos foram desviados para projetos considerados de maior prioridade, com a construção sendo paralisada por completo em junho de 1940 depois do armistício com a Alemanha, época em que o navio estava aproximadamente vinte por cento completo. Os alemães não prosseguiram com as obras do Joffre e ele foi desmontado. Um segundo navio chamado Painlevé nunca teve sua construção iniciada porque isso só iria acontecer depois do Joffre ser lançado ao mar e assim liberado a Rampa de Lançamento Nº1 da Chantiers de Penhoët. Um terceiro porta-aviões seria autorizado em 1940 para substituir o Béarn, mas isso nunca chegou a acontecer.
A Marinha Nacional nunca demonstrou urgência na construção da Classe Joffre, com a maior parte da liderança naval achando que era mais importante finalizar os dois couraçados da Classe Richelieu para se igualar aos modernos couraçados da Marinha Real Italiana e Kriegsmarine. Isto foi demonstrado ainda mais quando o primeiro couraçado da Classe Alsace foi autorizado em 1º de abril de 1940 e colocado na frente do Painlevé na ordem de construção. Estas atitudes não eram de todo sem razão, pois os alemães tinham paralisado as obras do Graf Zeppelin e os britânicos tinham vários porta-aviões que poderiam realizar a missão de proteção das rotas comerciais no Atlântico.
| Navio    | Homônimo      | Construtor           | Batimento              | Destino                                |
| -------- | ------------- | -------------------- | ---------------------- | -------------------------------------- |
| Joffre   | Joseph Joffre | Chantiers de Penhoët | 26 de novembro de 1938 | Cancelado em junho de 1940; desmontado |
| Painlevé | Paul Painlevé | Chantiers de Penhoët | —                      | Cancelado em junho de 1940             |